# CC-Link
CC-Link – technologia sieci przemysłowej charakteryzującą się dużą prędkością i możliwościami, która umożliwia połączenie wielu urządzeń.

## Historia
CC-Link to sieć o otwartej architekturze stworzona przez Mitsubishi Electric, producenta automatyki i produktów z grupy kontrolerów ruchu. w 1999 roku CC-Link stał się ogólnodostępną technologią (Podobnie jak Profibus lub Devicenet). Otwartość protokołu CC-Link została potwierdzona przez TÜV. Obecnie rozwój i promocja sieci koordynowane są przez CC-Link Partner Association (CLPA) z biurami na całym świecie. Stowarzyszenie zrzesza obecnie ponad 800 partnerów. Owi partnerzy oferują szeroki wachlarz, ponad 800 certyfikowanych produktów, w tym PC, PLC, roboty, serwonapędy, falowniki, moduły wejść/wyjść, regulatory temperatury, zawory i wiele innych. Do chwili obecnej wykonano ponad 4 miliony instalacji CC-Link i liczba ta stale się powiększa.

## Specyfikacja techniczna
Parametry CC-Link [Tabela parametrów CC-Link wersji 1.10 i 2.00]:
- Maksymalna liczba stacji zajmowanych przez jedno urządzenie: 4 stacje
- Maksymalna liczba stacji w sieci: 64 (patrz przypis dla wersji 1.10 lub 2.0)
- Maksymalna liczba cyfrowych wejść/wyjść w sieci: do 8192 (w wersji 2.00)
- Prędkość komunikacji: 10 M, 5 M, 2,5 M, 625 k, 156 kbps
- System komunikacyjny: System Broadcast Polling
- System synchronizacji: Synchronizacja ramki
- System kodowania: NRZI
- Format ścieżki transmisji: Bus format (EIA RS485 conformance)
- Format transmisji: Dostosowany do HDLC
- System kontroli błędów: CRC (X16+X12+X5+1)

### Cechy szczególne
- Protokół zaprojektowany z myślą o przesyłaniu dużych ilości danych
- Możliwość stworzenia systemu redundantnego
- Możliwość wymiany wadliwych urządzeń bez zatrzymywania działania sieci
- Odporność na zakłócenia

### Odmiany
- CC-Link: Podstawowa wersja protokołu
- CC-Link LT: Wersja „lekka”. Stworzona do sterowania tylko wejść/wyjść cyfrowych. Aplikacyjny odpowiednik AS-i
- CC-Link Safety: Protokół do zastosowań bezpieczeństwa. Zgodny z wytycznymi podanymi w normach IEC 61508, SIL 3, i ISO 13849-1
- CC-Link IE Controller Network: Oparty na założeniach przemysłowej sieci Ethernet standard wykorzystujący transmisję światłowodową
- CC-Link IE Field Network

### Medium
CC-Link w wersji podstawowej oraz Safety do przesyłu sygnałów wykorzystuje trzyżyłową skrętkę ekranowaną.
Oznaczenia poszczególnych żył (kolor według specyfikacji):
- DA – Data A (niebieski)
- DB – Data B (biały)
- DG – Data ground (żółty)

Rezystancja żył nie powinna przekraczać 37,8 Ω/m w temperaturze 20 °C, zaś impedancja właściwa powinna wynosić 110 ± 15 Ω przy częstotliwości 1 MHz.
Żyły DA i DB powinny być na obu końcach magistrali zwarte opornikami końcowymi o rezystancji 110Ω(±5%) i o mocy znamionowej 0,5W.
Istnieje także możliwość przesyłania danych przewodami światłowodowymi oraz bezprzewodowo z wykorzystaniem promieniowania podczerwonego